# Deutsche Volksunion
Die Deutsche Volksunion (DVU, auch Liste D) war eine rechtsextreme Partei in der Bundesrepublik Deutschland (vgl. Abschnitt Politische Einordnung). Sie wurde 1971 als Verein und 1987 als politische Partei gegründet.
Der Verleger Gerhard Frey (1933–2013) war von der DVU-Gründung im Jahr 1971 bis 2009 (38 Jahre lang) DVU-Vorsitzender und führte sie autoritär.
Von 2009 bis zur Auflösung der DVU 2011 war Matthias Faust DVU-Vorsitzender.
Die DVU trat in der Regel lediglich zu Wahlen an, bei denen sie den Einzug in das jeweilige Parlament für wahrscheinlich ansah. Sie konnte insgesamt neun Mal in Landesparlamente einziehen. Bei der Wahl zum Landtag in Sachsen-Anhalt 1998 erzielte sie mit 12,9 % der Stimmen das bis dahin höchste Ergebnis einer extremen Rechtspartei auf Landesebene.
Nach dem Beschluss des DVU-Parteitags vom 12. Dezember 2010 fusionierte die DVU zum 1. Januar 2011 mit der rechtsextremen Nationaldemokratischen Partei Deutschlands (NPD). Die fusionierte Partei trug kurz den Namen NPD – Die Volksunion, anschließend wieder nur NPD, seit 2023 nennt sie sich Die Heimat.
Die Rechtskraft der Fusion war lange Zeit gerichtlich umstritten und per einstweiliger Verfügung gestoppt, nachdem mehrere DVU-Landesverbände gegen ihr Zustandekommen geklagt hatten. Sie zogen am 25. Mai 2012 die Klage zurück.

## Inhaltliches Profil

### Grundeinstellung
Die Gesinnung, Ansichten und Auffassungen der DVU kamen in der National-Zeitung wesentlich deutlicher zum Vorschein als in ihrem Parteiprogramm, das eine rechtsextreme Grundhaltung der Partei eher verschleierte (siehe Struktur).
Bezüglich der Einwanderungspolitik forderte die DVU laut Programm „Begrenzung des Ausländeranteils, Stopp dem zunehmenden Ausländerzustrom, Beschleunigung der Asylverfahren [und] Ausweisung von kriminellen Ausländern“. Weitere Ziele der Partei waren der Schutz des ungeborenen Lebens und die Revision der Oder-Neiße-Grenze. Darüber hinaus enthielt das Programm immer wieder entschärfende Aussagen wie „Dass wahrhaft politisch Verfolgte geschützt werden, entspricht unserer Auffassung von der Würde des Menschen.“, „Wir bedauern zutiefst nationalsozialistisches und kommunistisches Unrecht und wollen dafür sorgen, dass derartige Verbrechen sich niemals wiederholen“ oder „Unabhängig davon befürworten wir die Verwendung von Lebensmittelüberschüssen der Europäischen Gemeinschaft zur Linderung von Hungersnöten in der Dritten Welt.“

### Verhältnis zum Nationalsozialismus
Die Partei bestritt zwar die Verbrechen des Nationalsozialismus nicht völlig, jedoch versuchte sie, diese gegen Verbrechen anderer Länder und Völker aufzurechnen, und prangerte in diesem Zusammenhang die ihrer Meinung nach „extrem einseitige Vergangenheitsbewältigung“ an. So wurden historische Ereignisse wie die Bombardierung von Dresden, die fast vollständige Ausrottung der Indianer in Amerika, die millionenfachen Morde Stalins oder die Vertreibungen nach dem Zweiten Weltkrieg ebenfalls als „Holocaust“ bezeichnet, wodurch versucht wurde, dem Völkermord an den Juden die Beispiellosigkeit abzusprechen.
Im Programm hieß es im Abschnitt Gleichberechtigung für Deutschland: „Wir erinnern daran, dass schwere Kriegsverbrechen auch von den Siegermächten begangen wurden. Das Leiden des Menschen verbietet eine gegenseitige Aufrechnung, aber die Pflicht zur Wahrheit verbietet ebenso das Verschweigen dieser Leiden auch der Deutschen.“ Darüber hinaus wurde eine stärkere Achtung der deutschen Soldaten gefordert: „Das Ansehen und die Ehre des deutschen Soldaten müssen in unserer Rechtsordnung besser geschützt sein. Wer Leistungen und Leiden der Frontgeneration leugnet oder verächtlich macht, versündigt sich am Andenken der Gefallenen, verletzt die Menschenwürde der Überlebenden und nimmt Bundeswehrsoldaten die zur Erfüllung ihrer Aufgaben unabdingbare Motivation.“
In diesem Zusammenhang zeigte sich die DVU als Gegner weiterer Holocaust-Mahnmale und forderte stattdessen Mahnmale für die „Kriegsopfer des eigenen Volkes“. In der der Partei nahestehenden National-Zeitung wurden immer wieder Themen der NS-Zeit aufgegriffen, wie: Ewig schuldig wegen Auschwitz? – Die systematische Entrechtung unseres Volkes, Müssen die Deutschen ewig büßen? Wie ein Volk geknechtet wird., Ewig für Hitler büßen?. Damit verstand sich die Zeitung als Gegenstimme zur „linken Presse“, die nach Auffassung der DVU einer sogenannten Kollektivschuld der Deutschen das Wort redete.

### Verhältnis zu anderen Organisationen und Strukturen
Auf dem Bundesparteitag im November 1992 fasste die DVU folgenden Abgrenzungsbeschluss zu neonazistischen Parteien und Vereinigungen sowie freien Kameradschaften. Da die DVU jedoch in vielen Fällen mit der NPD und anderen rechtsextremen Kräften kooperierte, bezweifelten viele die tatsächliche Verbindlichkeit der Beschlüsse:
Demnach bestanden Unvereinbarkeitsbeschlüsse:
1. Die Mitgliedschaft bei Organisationen, die das Grundgesetz bekämpfen oder missachten oder die bestehende Rechtsordnung, insbesondere Strafbestimmungen, hartnäckig und schuldhaft verletzen, ist mit der Mitgliedschaft in der DVU unvereinbar.
2. Unvereinbar mit der Mitgliedschaft in der DVU ist die gleichzeitige Mitgliedschaft insbesondere in folgenden politischen Parteien oder Vereinigungen: FAP, Nationale Liste […], Nationalistische Front […] sowie bei Ersatz- oder Nachfolgeorganisationen und Gruppierungen u. a. um folgende Personen: Röder, Busse, Reitz, Pape, Althans, Worch. […]
4. Unvereinbar mit der Mitgliedschaft in der DVU ist die gleichzeitige Zugehörigkeit zu Gruppierungen der Skinheads.
5. Unvereinbar mit der Mitgliedschaft in der DVU ist das Werben und Unterstützen für Publikationen, deren Wirken gegen das Grundgesetz oder die Rechtsordnung, insbesondere gegen Strafbestimmungen, gerichtet ist.“
Im Kontrast hierzu hatte die DVU ab 2004 jedoch ein Bündnis der NPD geschlossen und mit dieser später fusioniert.

## Politische Einordnung
Bereits 1984 sprachen die Rechtsextremismusforscher Peter Dudek und Hans-Gerd Jaschke bei der DVU von einer der „größten rechtsextremen Vereinigung[en]“ in Deutschland. Sie wurde in Handbüchern zur extremen Rechten wie dem Handbuch Rechtsradikalismus von Thomas Grumke und Bernd Wagner geführt. Der Politikwissenschaftler Armin Pfahl-Traughber resümierte 2007 im Handbuch der deutschen Parteien: „Bei der DVU handelt es sich um eine rechtsextremistische Partei, die zwar über eine relativ hohe Mitgliederzahl und große finanzielle Mittel verfügt, aber aufgrund ihrer nur rudimentär ausgebildeten politischen Programmatik und Organisationsschwäche über den Status einer vergleichsweise unbedeutenden Randpartei nicht hinausgekommen ist.“ Eckhard Jesse, der intensiv zum Extremismus in Deutschland forscht, konstatierte: „Die DVU, die nach außen hin ein Treuebekenntnis zur freiheitlich demokratischen Grundordnung ablegt, ist nationalistisch orientiert und auf ethnische Abgrenzung bedacht. Ihre Parolen sind auf fremdenfeindliche Vereinfachung ausgerichtet.“ Im Handbuch des Antisemitismus heißt es, dass die DVU über ihre Presseorgane neben Fremdenfeindlichkeit auch Antisemitismus schürte. Sie verbreitete „ein negatives Polenbild, wandte sich gegen ein vereintes Europa, relativierte und verharmloste den Holocaust, agitierte gegen Wiedergutmachungsforderungen, verdrängte die deutsche Kriegsschuld und nutzte weitere Themenfelder des sekundären Antisemitismus zu propagandistischen Zwecken.“
Die Partei wurde bis zu ihrer Auflösung 2011 von weiten Teilen der spezialisierten Politikwissenschaft (Parteien- und Extremismusforschung) dem Rechtsextremismus zugeordnet u. a. Hans-Joachim Veen (1998), Wolfgang Gessenharter (1998), Arno Waschkuhn (1999), Frank Decker (2000), Everhard Holtmann (2002), Johannes Kuppe (2003), Malte Lübker/Suzanne S. Schüttemeyer (2004), Lars Rensmann (2005), Armin Pfahl-Traughber (2006), Richard Stöss (2008), Hajo Funke (2009), Oskar Niedermayer (2010), Lothar Probst u. a. (2011), Eckhard Jesse (2011) und Christoph Kopke (2011).
Entsprechend wurde die DVU auch vom Bundesamt für Verfassungsschutz als rechtsextrem eingestuft. Die DVU tauchte kurz nach ihrer Formation in den Verfassungsschutzberichten des Bundes und der Länder auf. Zuletzt wurde sie vor ihrer Auflösung im Verfassungsschutzbericht 2011 des Bundesministeriums des Innern unter „Rechtsextremismus: Parteien“ aufgeführt.

## Organisationsstruktur

### Verbände und Parteistruktur
Die DVU hatte ihren Sitz bis 2009 im Münchner Stadtteil Pasing, danach in Hamburg. Sie besaß – im Gegensatz zu anderen Parteien – keine großen Organisationsstrukturen und Unterorganisationen wie politische Arbeitskreise. Die Jugendorganisation der Partei nannte sich Junge Rechte und wurde am 5. Juli 2009 gegründet. In allen Bundesländern bestanden Landesverbände sowie diverse Kreisverbände, die jedoch großteils inaktiv waren. Die mitgliederstärksten Landesverbände waren Nordrhein-Westfalen (1200 Mitglieder), Baden-Württemberg, Berlin, Brandenburg, Bayern, Niedersachsen und Hessen. Die DVU besaß zudem, wie andere Parteien, mehrere so genannte Aktionsgemeinschaften, deren Teilnehmer sich für bestimmte politische Themen engagierten. Hier sind beispielsweise zu nennen die Volksbewegung für Generalamnestie (VOGA), Initiative für Ausländerbegrenzung (l. f A.), Aktion Oder-Neiße und Ehrenbund Rudel (Gemeinschaft zum Schutz der Frontsoldaten).

### Sonstiges
Die DVU wurde von ihrem langjährigen Vorsitzenden Gerhard Frey autoritär geleitet und wesentlich mitfinanziert, weshalb sie immer wieder als Frey-Partei bezeichnet wurde. Er bestimmte maßgeblich die Personal- und Sachpolitik der Partei und darüber hinaus vor Parlamentswahlen die Kandidaten der DVU. Bei Abstimmungen innerhalb der Partei erhielt er für seine parteipolitischen Entscheidungen fast immer die absolute Mehrheit.
Ihre Mitglieder waren zuletzt mehrheitlich mittleren und höheren Alters, die Jüngeren waren in der Minderheit. Seit Anfang der neunziger Jahre stagnierten die Mitgliederzahlen der DVU oder waren meistens rückläufig. Mitgliederwerbung geschah vorwiegend über die vom Verleger Frey herausgegebene National-Zeitung. Die Wählerschaft der DVU bestand vielfach aus so genannten Protestwählern gegen die Regierungsparteien und deren Politik. Die Stammwählerschaft war – wie bei vielen kleineren Parteien – eher gering.
Als Hauptfinanzier der Partei hatte der Zeitungsverleger Frey der Partei hohe Kredite gewährt. Die Partei war von ihm in finanzieller Hinsicht vollkommen abhängig. 1997 äußerte er sich darüber folgendermaßen:

„Ich bin tatsächlich der einzige Parteivorsitzende seit Gründung der Bundesrepublik, der seine Partei finanziert.“

 Diese finanzielle Abhängigkeit der Partei verhinderte einen parteiinternen Pluralismus oder gar politische Widersprüche. Da Frey regelmäßig Wahlwerbung mit Verlagsangeboten verband, war die DVU auch eine finanzstarke Partei. Aufgrund der Stellung Freys als langjähriger Parteivorsitzender der DVU und als Herausgeber der National-Zeitung konnte das Printmedium auch als inoffizielles Presseorgan der Partei angesehen werden. Eine klare Trennung zwischen Partei, Zeitung und Zeitungsverlag war aufgrund dieser Konstellation nicht vorhanden.
Mit Urteil vom 1. Juni 1999 verurteilte das Landgericht Berlin (Az. 27 O 64/99) den Schulbuchverlag Cornelsen auf eine Klage der DVU hin, es „zu unterlassen, wörtlich oder sinngemäß zu behaupten oder zu verbreiten, die Forderung ‚Ausländer raus’ gehöre zum Programm der DVU oder werde von ihr erhoben“. Die entsprechende Behauptung in einem Buch des Cornelsen-Verlags wurde vom Landgericht Berlin in den Entscheidungsgründen als „unwahre Tatsachenbehauptung“ eingestuft. Auch fänden sich in den Äußerungen der DVU „Hinweise darauf, dass die große Mehrheit der Ausländer nicht straffällig werde und hier integriert und verwurzelt sei“. Weiter heißt es auf Seite 8 des Urteils: „Schließlich ist weder dargetan noch sonst ersichtlich, dass die Klägerin entgegen ihren nach außen gerichteten Publikationen und Erklärungen Positionen vertritt, die die angegriffene Behauptung rechtfertigen würden.“

## Finanzen

### Unternehmensbeteiligungen und Immobilien
Die Partei unterhielt Anteile an einem Immobilienfonds, die sie nach eigenen Angaben als „wertlos“ bezeichnete. Daneben verfügte die Partei selbst über Grundbesitz in Form von Ackerland auf der Insel Usedom. Die Partei war eng mit dem Verlag der Nationalzeitung verbunden. Dieser gehörte jedoch direkt Gerhard Frey und war nicht Teil des Parteivermögens.

### Geldflüsse
Laut der Bekanntmachung von Rechenschaftsberichten politischer Parteien für das Jahr 2005 des deutschen Bundestags erzielte die Partei im Jahr 2005 Einnahmen von etwa einer Million Euro, darunter 112.000 Euro Beiträge und 420.000 Euro aus Mandatsträgerbeiträgen und Spenden. Etwa 245.000 Euro flossen aus staatlichen Geldern. Im Jahr 2005 erwirtschaftete die Partei einen Überschuss von etwa 500.000 Euro. Die Partei erhielt 2005 eine Großspende über 10.900 Euro von einem Bremer Rechtsextremisten. Aus einer Erbschaft flossen der Partei 125.000 Euro zu, eine weitere Erbschaft brachte ihr ca. 16.500 Euro.
2007 lagen die Einnahmen bei etwa 772.000 Euro. Davon waren 92.000 Euro Beiträge und etwa 419.000 Euro Mandatsträgerbeiträge und Spenden. Es gab eine ausweisungspflichtige Spende von etwa 20.000 Euro.

### Reinvermögen
Das Reinvermögen der Partei war zuletzt negativ. Aufgrund der hohen Verschuldung der Partei bei ihrem ehemaligen Vorsitzenden Gerhard Frey betrug es etwa −1,2 Millionen Euro.

### Staatliche Mittel
Zuletzt wurden für das Jahr 2010 im Rahmen der staatlichen Teilfinanzierung der Parteien für die DVU 108.612,40 Euro festgesetzt.

## Geschichte

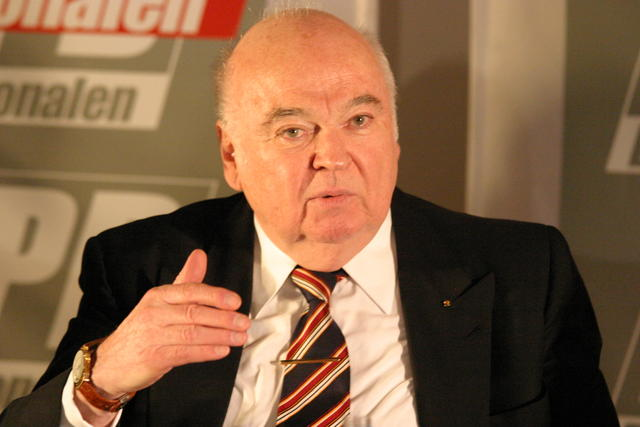
Gerhard Frey, Gründer der DVU und bis 2009 deren Bundesvorsitzender

### Die DVU als Verein (1971–1987)

Logo Deutsche Volksunion e. V.

Am 18. Januar 1971 gründeten der Verleger Gerhard Frey und der Vorsitzende der Aktion Oder-Neiße Erwin Arlt im Münchener Hotel Deutscher Kaiser die Deutsche Volksunion e. V. (DVU). Weitere prominente Gründungsmitglieder waren Walter Brandner und der (sudetendeutsche) Schriftsteller Wilhelm Pleyer. Frey wurde zum Vorsitzenden des neuen Vereins gewählt und blieb dies fast vier Jahrzehnte lang. Die als Verein gegründete DVU war als Auffangbecken für enttäuschte NPD-Mitglieder gedacht, da die NPD nach ihren Wahlerfolgen in den sechziger Jahren ständig an Wählerstimmen verlor. An der Gründung des Vereins waren ebenso einige CDU-Mitglieder beteiligt. Die Aktivitäten des Vereins richteten sich in den Anfangsjahren vor allem gegen die Ostpolitik von Brandt. Insbesondere CDU und CSU sollten in ihrer Opposition zu dieser Politik unterstützt werden.
In den Folgejahren gründete Frey mehrere Aktionsgemeinschaften (vgl. Struktur der DVU), die in den Jahren 1979 und 1980 zu reinen Rekrutierungsorganisationen der DVU umfunktioniert wurden. So bedeutete die Mitgliedschaft in einer der Aktionsgemeinschaften fortan ebenso die Mitgliedschaft in der DVU.
Nachdem sich Frey von der Regierung Kohl, die 1982 an die Macht gekommen war, insbesondere bezüglich der Fortsetzung der sozialliberalen Ostpolitik und der Innenpolitik enttäuscht sah, entschloss er sich, die DVU in eine Partei umzuwandeln, und vereinbarte deshalb aus organisatorischen Gründen eine Kooperation mit der NPD.

### Gründung als Partei und Folgejahre (1987–1994)
| Bundestagswahlergebnisse | Bundestagswahlergebnisse |
| ------------------------ | ------------------------ |
| Bundestagswahl 1998      | 1,2 %                    |
| Bundestagswahl 2009      | 0,1 %                    |
| Europawahlergebnisse     |                          |
| Europawahl 1989          | 1,6 %                    |
| Europawahl 2009          | 0,4 %                    |

Die DVU wurde am 5. März 1987 unter dem Namen Deutsche Volksunion – Liste D (DVU-Liste D) als Partei gegründet; der Verein DVU e. V. existierte weiterhin neben der Partei. Die Zusammenarbeit mit der NPD zielte darauf ab, bei Wahlen nicht miteinander zu konkurrieren und Mitglieder der anderen Partei kandidieren zu lassen. Bereits im Gründungsjahr konnte die DVU mit einem im Landesteil Bremerhaven gewählten Einzelabgeordneten in das Landesparlament von Bremen einziehen. Bei der Europawahl von 1989 erzielte sie trotz eines finanziell aufwändigen Wahlkampfes nur 1,6 %. Hierbei entstand für die Partei ein sehr hohes finanzielles Defizit, das nach Angaben von Beobachtern zu keinem Zeitpunkt ihres Bestehens bewältigt wurde.
Im Februar 1991 strich die DVU den Zusatz Liste D und nannte sich seither nur noch Deutsche Volksunion (DVU). Bei der Bürgerschaftswahl in Bremen im selben Jahr erzielte sie ein Ergebnis von 6,2 % und zog mit sechs Abgeordneten, darunter zwei NPD-Mitgliedern, in die Bürgerschaft ein. Bis 1993 verließen drei Abgeordnete die DVU und gründeten die sogenannte National-Konservative Gruppe (NK), die eine Keimzelle für eine Parteineugründung sein sollte. Anfang 1992 wurde die DVU bei der Landtagswahl in Schleswig-Holstein mit 6,3 % drittstärkste Partei. Aufgrund des großen medialen Interesses und öffentlicher gegenseitiger Anfeindungen, hinzu kamen personelle Querelen und Streitereien mit der Bundespartei, zerfiel diese Landtagsfraktion nach nur einem Jahr ebenfalls. In beiden Landesparlamenten büßte sie im Laufe der Legislaturperiode den Fraktionsstatus ein. Etwa zur selben Zeit zerfiel das Bündnis mit der NPD, da unter anderem die persönlichen Widerstände gegen Frey, die in der NPD vorhanden waren, zugenommen hatten. In den Jahren 1992 und 1993 erreichte die Mitgliederzahl der DVU mit 26.000 ihren Höchststand. Bei der Hamburger Bürgerschaftswahl von 1993 erzielte die DVU 2,8 % der Stimmen.
Im August 1994 traf sich Frey mit dem REP-Bundesvorsitzenden Franz Schönhuber. Beide vereinbarten, ihren Parteien eine Zusammenarbeit bei Wahlen zu empfehlen. Allerdings war diese Allianz nicht von langer Dauer, da Schönhuber damit auf Widerstände in der eigenen Partei stieß und daraufhin als Vorsitzender seiner Partei gestürzt wurde.

### Wahlerfolge in Sachsen-Anhalt und Brandenburg (1995–2001)
Nachdem die Landtagsfraktionen von Bremen und Schleswig-Holstein zerfallen waren, misslang der DVU bei den Wahlen von 1995 und 1996 beiderorts der Wiedereinzug mit 2,5 % beziehungsweise 4,3 %. 1997 scheiterte sie bei der Hamburger Bürgerschaftswahl mit 4,98 % nur knapp an der 5-Prozent-Hürde und vermutete im Nachhinein Wahlmanipulation.
1998 erhielt die DVU nach einem materialintensiven Wahlkampf bei der Landtagswahl in Sachsen-Anhalt 12,9 % der Stimmen und 16 Mandate. Nachdem die bundesweite Mitgliederzahl zwischenzeitlich auf 15.000 herabgesunken war, stieg sie nach diesem Wahlerfolg kurzzeitig wieder auf 18.000 an. Bei der Bundestagswahl 1998, die ein halbes Jahr später stattfand, kam sie jedoch über ein Ergebnis von 1,2 % nicht hinaus. Ende 1998 traf sich Frey mit dem seit Ende 1994 amtierenden REP-Bundesvorsitzenden Rolf Schlierer. Beide vereinbarten, dass ihre Parteien in den nächsten Jahren nicht gegeneinander antreten sollten.
Von den Wahlabsprachen mit den Republikanern profitierte die DVU im Jahr 1999 in zwei Fällen: Am 6. Juni kehrte sie in Bremen bei der dortigen Bürgerschaftswahl mit einem Abgeordneten zurück; in Brandenburg erzielte sie bei der Landtagswahl am 5. September 5,3 % der Stimmen und zog mit fünf Abgeordneten in den dortigen Landtag ein. In Thüringen scheiterte sie eine Woche später jedoch mit 3,1 % an der 5-Prozent-Hürde. Ende 1999 kam es zu innerparteilichen Querelen, da Frey sich entgegen von Wünschen der Parteibasis dazu entschloss, seine Partei an der Landtagswahl von Schleswig-Holstein am 27. Februar 2000 nicht teilnehmen zu lassen.
Bereits Anfang 1999 traten bei der sachsen-anhaltischen Landtagsfraktion erste Zerfallserscheinungen auf; so traten mehrere Abgeordnete aus der Fraktion aus, die für die DVU nicht mehr haltbar gewesen waren. Im Jahr 2000 spaltete sie sich endgültig. Die neue Fraktionsvorsitzende Claudia Wiechmann, die ihren Vorgänger Helmut Wolf beerbte, gründete zusammen mit acht anderen DVU-Abgeordneten die Freiheitliche Deutsche Volkspartei (kurz FDVP), nachdem ein Sturz des Bundesvorsitzenden Frey auf dem DVU-Bundesparteitag Anfang 2000 gescheitert war. Die neuen Mitglieder der FDVP kritisierten vor allem die Bevormundung durch die Parteizentrale in München, namentlich durch Frey. Die neue Partei sollte ein Pendant zur österreichischen Freiheitlichen Partei Österreichs (kurz FPÖ) von Jörg Haider sein.
Im Vorfeld der Bürgerschaftswahl in Hamburg am 21. September 2001 geriet die DVU in einen Rechtsstreit mit der Hip-Hop-Band „Die Fantastischen Vier“, da sie mit einer ihrer dortigen Parolen eine Anspielung auf die Band und deren Hit „Die da“ aus dem Jahr 1992 machte. Bei der Wahl selbst erzielte die DVU nur 0,7 %, da sie durch die im Jahr 2000 gegründete Schill-Partei Konkurrenz erhalten hatte.

### Konsolidierung und Deutschlandpakt mit der NPD (2002–2009)
Bei der sachsen-anhaltischen Landtagswahl am 21. April 2002 trat sie aufgrund des negativen Erscheinungsbildes ihrer dortigen Abgeordneten nicht mehr an, ebenso verzichtete sie auf eine Teilnahme an der Bundestagswahl 2002.
Bei den Landtagswahlen von Sachsen und Brandenburg von 2004, die beide am 19. September stattfanden, sprach sich die DVU erstmals seit mehr als zehn Jahren wieder mit der NPD ab. Es wurde vereinbart, dass die DVU nur in Brandenburg und die NPD nur in Sachsen antreten sollte, um eine gegenseitige Blockade zu vermeiden.

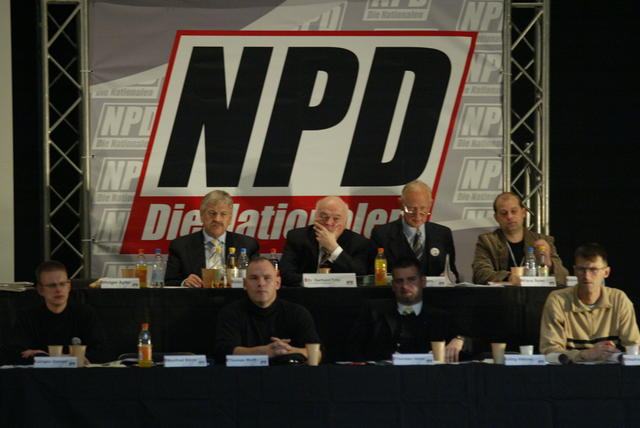
Frey (hintere Reihe 2. v.l.) auf dem NPD-Bundesparteitag 2006

Im Wahlkampf zur brandenburgischen Landtagswahl am 19. September 2004 sorgte sie außerdem für Schlagzeilen, da sie in einem Fernsehwerbespot mit einem Bild der verstorbenen ehemaligen brandenburgischen Sozialministerin Regine Hildebrandt warb und darin behauptete, dass diese „heute Protest wählen“ würde, was ihr auf Verlangen ihres Witwers Jörg Hildebrandt gerichtlich untersagt wurde. In Brandenburg konnte die DVU ihren Stimmenanteil auf 6,1 % steigern und erhielt sechs Mandate. Die Brandenburger Landtagsfraktion war die einzige, die nicht zerfiel.
Außerdem vereinbarten beide Parteien erneut ein Bündnis, den Deutschlandpakt. Dieser beinhaltete unter anderem, dass beide Parteien sich bei allen künftigen Wahlen keine Konkurrenz mehr machen wollten. Im Gegensatz zur NPD profitierte die DVU jedoch kaum von diesem Abkommen. So scheiterte sie 2006 in Sachsen-Anhalt mit 3,0 % sowie 2008 in Hamburg mit 0,8 % jeweils deutlich an der 5-Prozent-Hürde. Wegen dieser Wahlniederlagen wurde der Deutschlandpakt von NPD-Mitgliedern in der Folgezeit oft in Frage gestellt.
2003 und 2007 zog bei der bremischen Bürgerschaftswahl nach 1999 erneut der Abgeordnete Siegfried Tittmann in das dortige Parlament ein. Dieser verließ die Partei jedoch im Juli 2007, da diese in Betracht zog, 2011 dort mit einem neuen Spitzenkandidaten anzutreten. Somit war die DVU nicht mehr in der bremischen Bürgerschaft vertreten.

### Rückzug Freys und Fusion mit der NPD (2009–2012)
Beim Bundesparteitag Anfang 2009 kandidierte Frey nicht mehr für den Vorsitz; zum Nachfolger wurde der vorherige Bundesorganisationsleiter Matthias Faust gewählt. Wenig später stieß auch der bei dem Versuch, den NPD-Vorsitz zu übernehmen, gescheiterte Andreas Molau zur DVU-Spitze und wurde neuer Pressesprecher der Partei.
Bereits zuvor gab es Medienberichte, wonach der Deutschlandpakt mit der NPD Risse bekam. So wurde beispielsweise nachträglich vereinbart, dass bei der Thüringer Landtagswahl 2009 – entgegen der ursprünglichen Planung – nicht die DVU, sondern die NPD antreten solle, da letztere in diesem Bundesland besser verankert sei. Jedoch erklärte sich die DVU freiwillig zum Verzicht zugunsten der NPD bereit, sodass zunächst geplant war, das Bündnis fortzusetzen. Bei der Europawahl erreichte die DVU trotz Verzichts der NPD nur einen Stimmenanteil von 0,4 %, was die NPD veranlasste, den Deutschlandpakt vorzeitig aufzukündigen und im September des Jahres in Konkurrenz zur DVU bei der Landtagswahl in Brandenburg anzutreten. Die DVU beschloss daraufhin, gegen die NPD bei der Bundestagswahl 2009 anzutreten, wo sie nur 0,1 % der Stimmen erhielt. Bei der zeitgleich stattfindenden Landtagswahl in Brandenburg scheiterte die DVU mit 1,2 % an der Fünf-Prozent-Hürde und verfehlte den erneuten Einzug in den dortigen Landtag.
Mit dem Vorwurf, ohne Absprache mit der restlichen Parteiführung öffentlich eine Fusion mit der NPD angekündigt zu haben, wurde Matthias Faust im Juni 2010 die Mitgliedschaft in der DVU entzogen. Faust kündigte daraufhin juristische Schritte gegen die Partei an.
Im Juli 2010 wurde eine Mitgliederbefragung unternommen, in der die Fusion von DVU und NPD Zustimmung fand. 90,95 % der Mitglieder stimmten für die Vereinigung beider Parteien. Im Oktober 2010 spendete Frey der ehemals von ihm geleiteten Partei einen Betrag von über einer Million Euro, indem er auf die Rückzahlung eines von ihm gewährten Darlehens verzichtete. Eine Erklärung gab Frey dazu nicht ab. Möglicherweise wollte er der geplanten Fusion den Weg ebnen, da die Schulden der DVU dafür ein Hindernis dargestellt hatten. Auf ihrem Parteitag in Hohenmölsen beschloss die NPD im November 2010, sich mit der DVU zu vereinigen. Diese sollte bei einem Parteitag am 28. November 2010 darüber entscheiden. Anschließend sollte eine Urabstimmung unter den Mitgliedern beider Parteien abgehalten werden. Der Parteitag der DVU fiel zunächst aus, wurde aber am 12. Dezember 2010 nachgeholt. Die Fusionspläne der Parteispitze wurden dort einstimmig angenommen, nachdem Gegner der Fusion vorzeitig den Saal verlassen hatten. Bei der anschließenden Mitgliederbefragung stimmten 87,5 % der Befragten der Verschmelzung zu, so dass am 29. Dezember der Verschmelzungsvertrag unterzeichnet wurde. Die Fusion selbst wurde zum 1. Januar des Folgejahres vorläufig vollzogen. Die neue Partei sollte NPD – Die Volksunion heißen, eine satzungsgemäße Änderung des Namens fand aber nicht statt.
Wegen mehrerer Unregelmäßigkeiten wurde die Fusion jedoch von den DVU-Landesverbänden Niedersachsen, Schleswig-Holstein, Berlin und Nordrhein-Westfalen angefochten. Die Fusion wurde vom Landgericht München I im Januar 2011 als rechtlich unwirksam gestoppt. Es gab dem Antrag der vier Landesverbänden auf eine einstweilige Verfügung statt, da es bei der Urabstimmung in der DVU erhebliche Mängel gegeben hatte. Am 26. Mai 2012 zogen die klagenden Landesverbände ihre Klage zurück und erklärten die DVU für nicht mehr existent.
Während ein Teil der verbliebenen DVU-Funktionäre zur Unterstützung der sogenannten Pro-Bewegung aufrief, gründete eine Gruppe um Christian Worch eine Nachfolgepartei unter dem Namen Die Rechte. Vereinzelt konstituierte sich die Partei als Verein neu und nahm an Kommunalwahlen teil, beispielsweise im Rhein-Pfalz-Kreis, wo sie in Altrip seit 2009 im Gemeinderat sitzt.

## Politische Tätigkeit

### Parlamentarische Tätigkeit generell
Die DVU war mit Abgeordneten in verschiedenen Landesparlamenten in der
Opposition vertreten. Sie trat nur dort zu Wahlen an, wo realistische Chancen für den Einzug ins jeweilige Parlament bestanden. Interessant in diesem Zusammenhang war der Paragraph sechs der Satzung: „Ein Mitglied, das […] ohne schriftliche Zustimmung des Bundesvorstandes die Wahlteilnahme einer Untergliederung betreibt … verwirkt die Mitgliedschaft in der DEUTSCHEN VOLKSUNION.“
In den Parlamenten stellten die DVU-Abgeordneten häufig wortgleiche Anträge, so dass in den öffentlichen Medien vielfach die Vermutung hergestellt werden, die Abgeordneten seien nicht frei in ihren Entscheidungen, sondern würden von der Münchener Parteizentrale ferngesteuert. Im Landtag von Brandenburg war die DVU seit 1999 mit 5 und seit 2004 mit 6 Mandaten vertreten; in der Bürgerschaft von Bremen bis Juli 2007 mit einem Abgeordneten. In Bremen kam ihr dabei eine Besonderheit im Landeswahlgesetz zugute. Da sie die 5-Prozent-Wahlstimmen-Hürde allein in der Stadt Bremerhaven übersprungen hatte, schaffte sie den Einzug ins Bremer Landesparlament. Die parlamentarische Arbeit der DVU-Abgeordneten ließ häufig Wissenslücken erkennen. Zum Beispiel wurde von der brandenburgischen DVU-Fraktion der Antrag eingebracht, das „brandenburgische Landesamt für Verfassungsschutz“ aufzulösen, wobei ein solches Amt in Brandenburg nicht existiert.
Nach einer kurzen Erfolgsperiode wurde die DVU in den Ländern, in deren Landesparlamenten sie vertreten war, meistens als politische Kraft bedeutungslos.

### Parlamentarische Tätigkeit auf kommunaler Ebene
In kreisfreien Städten und Landkreisen hatte die DVU nach den letzten Kommunalwahlen 2009 noch 14 Mandate. In Bremerhaven, wo sie seit 1987 ununterbrochen in der Stadtverordnetenversammlung vertreten war, hatte die Partei nach internen Streitereien zuletzt nur noch einen Stadtverordneten, da zwei Stadtverordnete die DVU-Fraktion verließen. Auch in Dortmund sowie in Potsdam (jeweils ein Sitz) und in mehreren Landkreisen in Brandenburg (insgesamt elf Sitze) war die DVU mit Abgeordneten in den Kommunalparlamenten vertreten.
Die DVU-Abgeordneten sorgten in den kommunalen Rathäusern ebenfalls immer wieder für Schlagzeilen. So reagierte ein DVU-Bürgerschaftsabgeordneter in Bremen, der darüber hinaus seit 1991 in der Bremerhavener Stadtverordnetenversammlung saß, auf eine Beleidigung eines SPD-Abgeordneten, der ihn als „Nazi“ bezeichnet hatte, indem er die SPD mit kommunistischen Diktatoren wie Stalin in Verbindung brachte und sie in deren Traditionen stellte. Die SPD reagierte mit einer Anzeige wegen Volksverhetzung, die bereits von der Staatsanwaltschaft abgewiesen wurde, da niemand persönlich beleidigt worden sei. In Dortmund sorgte ein DVU-Stadtrat Anfang 2004 für Schlagzeilen, als er von „tapferen Taten“ der Wehrmacht im Zweiten Weltkrieg sprach.

### Außerparlamentarische Tätigkeit
Das innerparteiliche Leben beschränkte sich zumeist auf Stammtische und Parteitage; letztere wurden laut Angaben der Partei aus Sicherheitsgründen nicht öffentlich gemacht. Bis zum Jahr 2001 fand jährlich eine Großkundgebung der Partei in der Nibelungenhalle in Passau statt, gegen die sich die Stadt in über 50 Gerichtsverfahren erfolglos wehrte. Hauptredner war stets der Vorsitzende Frey.
Bei Wahlkämpfen versuchte die DVU vor allem die finanziell schwächer gestellten Menschen anzusprechen. Eines ihrer Hauptthemen war die Einwanderung nach Deutschland: „Noch mehr Ausländer rein? Nein!“ Mit Schlagworten wie „Schnauze voll?“, „Sauerei Hartz IV – Wehrt euch“ oder „Diesmal Protest wählen!“ versuchte die DVU Wählerstimmen zu gewinnen. Personelle Präsenz mied sie bei Wahlkämpfen nahezu vollends. Die Partei begründete dies damit, dass sie in der Vergangenheit oftmals von ihren politischen Gegnern öffentlich beschimpft und physisch attackiert worden sei.
Am 15. Juni 2009 sandte die Partei anlässlich der iranischen Präsidentschaftswahl ein Glückwunschschreiben an Präsident Mahmoud Ahmadinedschad.

## Landtagswahlergebnisse
| Jahr | BB  | HB  | HH    | MV    | ST   | SH    | TH    |
| ---- | --- | --- | ----- | ----- | ---- | ----- | ----- |
| 1987 |     | 3,4 | n. a. |       |      | n. a. |       |
| 1991 |     | 6,2 | n. a. |       |      |       |       |
| 1992 |     |     |       |       |      | 6,3   |       |
| 1993 |     |     | 2,8   |       |      |       |       |
| 1995 |     | 2,5 |       |       |      |       |       |
| 1996 |     |     |       |       |      | 4,3   |       |
| 1997 |     |     | 4,9   |       |      |       |       |
| 1998 |     |     |       | 2,9   | 12,9 |       |       |
| 1999 | 5,3 | 3,0 |       |       |      |       | 3,1   |
| 2001 |     |     | 0,7   |       |      |       |       |
| 2003 |     | 2,3 |       |       |      |       |       |
| 2004 | 6,1 |     | n. a. |       |      |       | n. a. |
| 2006 |     |     |       | n. a. | 3,0  |       |       |
| 2007 |     | 2,7 |       |       |      |       |       |
| 2008 |     |     | 0,8   |       |      |       |       |
| 2009 | 1,2 |     |       |       |      | n. a. | n. a. |

|       | Einzug in den Landtag                                                        |
|       | höchstes Ergebnis in den einzelnen Bundesländern, ohne Einzug in den Landtag |
| n. a. | nicht angetreten                                                             |

- Der Einzug in die Bremer Bürgerschaft ergibt sich aus einer Sonderregelung im Bremer Wahlrecht. Dort ist festgeschrieben, dass die Überschreitung der 5-Prozent-Hürde in Bremen oder Bremerhaven ausreicht.

In den nicht angeführten Jahren kandidierte die Partei zu keiner Landtagswahl. In den Bundesländern Baden-Württemberg, Bayern, Berlin, Hessen, Niedersachsen, Nordrhein-Westfalen, Rheinland-Pfalz, Saarland und Sachsen nahm die DVU nie an einer Landtagswahl teil.